# Looe
Looe (kornisch: Logh) ist eine kleine Küstenstadt (civil parish) im Südosten der englischen Grafschaft Cornwall im Vereinigten Königreich. In Looe lebten im Jahr 2011 laut einer Volkszählung 5112 Einwohner. Der Fischer-Hafen ist ein Zentrum fürs Haiangeln, vor der Küste treten in den Sommermonaten Blauhaie auf.

## Lage
Looe liegt 32 km westlich von Plymouth, 45 km östlich von St Austell und 11 km südlich von Liskeard. Der gleichnamige Fluss teilt die Stadt in Ost-Looe und West-Looe, die beide durch eine Brücke verbunden sind. Zwei unweit von Looe gelegene Buchten eröffnen den Blick auf den Ärmelkanal und den Atlantik: die Looe-Bucht mit einem Sandstrand sowie die Hannafore-Bucht mit dem Hannafore-Aussichtspunkt.

## Geschichte
In Looe wurden Überreste einer keltischen Kapelle und eines Benediktinerpriorats gefunden. 1587 erhielt der Ort Gemeindestatus, West Looe (auch als Porpighan bekannt) wurde bereits 1325 als eigenständige Gemeinde gegründet.

## Verkehr
Von 1828 bis 1910 war Looe seeseitiger Endpunkt des Liskeard-und-Looe-Union-Kanals, der dem Güterverkehr zum Hafen von Looe diente. Seit 1860 ist Looe Endpunkt der Looe Valley Line, die den Ort mit Liskeard an der Hauptstrecke zwischen Penzance und Plymouth verbindet. Die zunächst zur Entlastung des Liskeard-und-Looe-Union-Kanals parallel zu diesem für den Güterverkehr mit Kupfer- und Zinnerz sowie Granit aus dem südlichen Teil von Bodmin Moor erbaute Bahn wird seit 1879 im Personenverkehr bedient. Seit 1901 werden die Züge der zuvor isoliert vom restlichen britischen Eisenbahnnetz liegenden Strecke über eine Verbindungskurve nach Liskeard geführt. 1963 war die Einstellung der Strecke im Rahmen der Beeching Axe vorgesehen, wurde aber durch die damalige Verkehrsministerin Barbara Castle abgelehnt. Aufgrund der damals unzureichenden Straßenverhältnisse gab es keine geeigneten Ersatzmöglichkeiten für die Eisenbahn. Looe wird an Werktagen mit 12 Zugpaaren bedient, sonntags verkehren acht Zugpaare, allerdings nicht von November bis März.
An das Straßennetz ist Looe vor allem über die A387 road angebunden, über die nach Osten die A374 road nach Torpoint (mit Fährverbindung nach Plymouth) und westlich von Plymouth die A38 road, die wichtige Ost-West-Verbindung zwischen Plymouth und Bodmin erreicht wird. Aus Richtung Norden und Westen führen lediglich kleine Nebenstraßen nach Looe.

## Looe Island

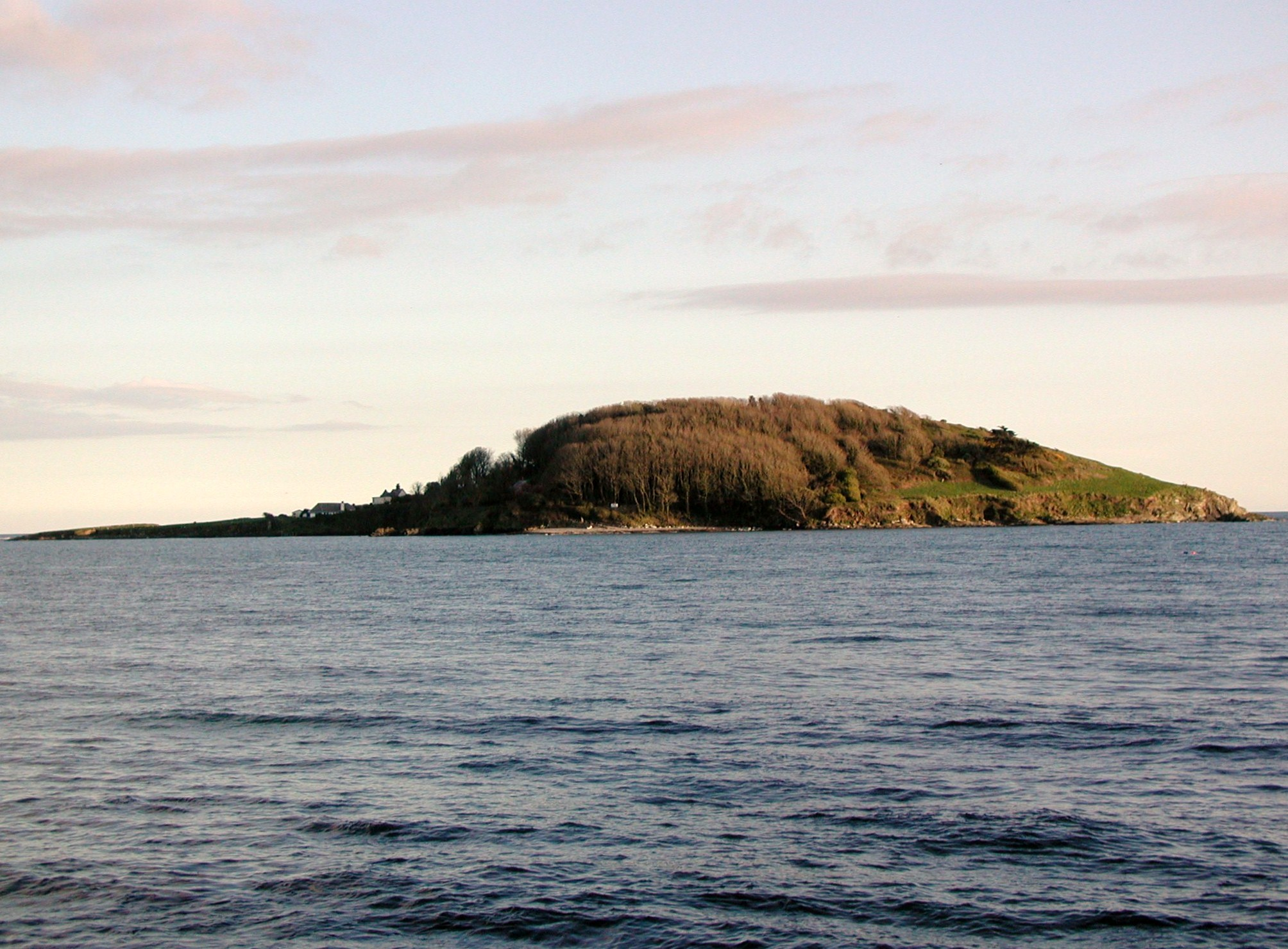
Looe Island

Vor der Küste, etwa eine Meile von Looe entfernt, befindet sich südlich gegenüber der Hannafore-Bucht die Insel Looe Island, auch St George's Island genannt. Sie wird vom Cornwall Wildlife Trust als Naturschutzgebiet mit eingeschränktem Zugang verwaltet. Der Legende nach soll hier Josef von Arimathäa auf dem Weg nach Glastonbury gelandet sein.

## Steinkreis von Duloe

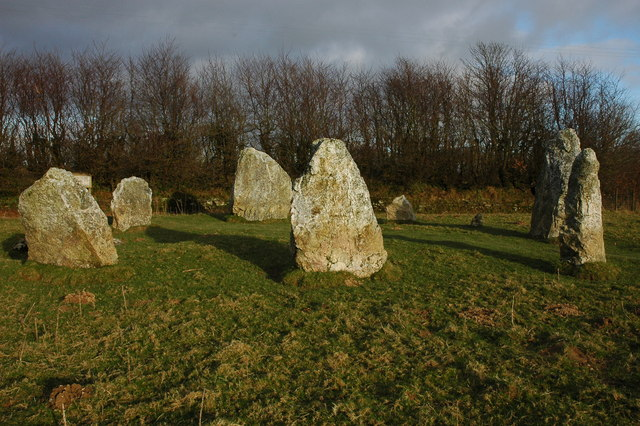
Steinkreis von Duloe

Der ovale Steinkreis von Duloe liegt in der Nähe des Dorfes Duloe, 8,0 km nördlich von Looe. Seine ursprüngliche Größe ist unbekannt, da er 1861 verlegt wurde. Er besteht aus acht hellen Quarzitsteinen. Die Höhe der Steine variiert, wobei der größte im Süden über 12 Tonnen wiegt und 2,65 Meter hoch ist. 

## Persönlichkeiten
- David Davies (1864–1939), australischer Maler der Heidelberger Schule, lebte von 1932 bis zu seinem Tod in Looe
- Ray Bowden (1909–1998), Fußballspieler, wurde in Looe geboren
- Anna Palk (1941–1990), Schauspielerin, wurde in Looe geboren